# MLP Team Bergstraße
MLP Team Bergstraße is een wielerploeg die een Duitse licentie heeft. De ploeg bestaat sinds 2013. Bergstraße komt uit in de continentale circuits van de UCI. Danilo Carocci is de manager van de ploeg.

## Seizoen 2014

### Transfers
| Inkomend          | Team 2013      | Uitgaand  | Team 2014            |
| ----------------- | -------------- | --------- | -------------------- |
| Sebastian Baldauf | Team NSP-Ghost | Tim Reske | LKT Team Brandenburg |
| Erik Bothe        | Neo            |           |                      |
| Felix Drumm       | Neo            |           |                      |
| Lukas Huber       | Neo            |           |                      |
| Aaron Krauss      | Neo            |           |                      |
| Timur Selvi       | Team Stuttgart |           |                      |
| Eric Süßmilch     | Neo            |           |                      |

### Overwinningen in het veldrijden 2014
| Datum      | Wedstrijd                     | Winnaar     |
| ---------- | ----------------------------- | ----------- |
| 11 januari | Duits kampioenschap, Beloften | Felix Drumm |

## Seizoen 2013

### Renners
| Naam                          | Geboortedatum                 | Nationaliteit | Ploeg 2012                     |
| ----------------------------- | ----------------------------- | ------------- | ------------------------------ |
| Hans Joachim Benning          | 9 maart 1992                  | Duitsland     | Geen                           |
| Jonas Brinkmann               | 20 juli 1992                  | Duitsland     | Neo                            |
| Fabian Bruno                  | 10 april 1991                 | Duitsland     | Team Heizomat                  |
| Mike Egger                    | 26 februari 1993              | Duitsland     | Team Specialized Concept Store |
| Marcel Fröse                  | 5 oktober 1992                | Duitsland     | Neo                            |
| Christopher Hatz              | 21 oktober 1991               | Duitsland     | Neo                            |
| Michael Hümbert               | 6 januari 1990                | Duitsland     | LKT Team Brandenburg           |
| Marius Jessenberger           | 12 maart 1991                 | Duitsland     | Team Heizomat                  |
| Arne Kenzler                  | 22 april 1989                 | Duitsland     | Neo                            |
| Fabio Nappa                   | 4 februari 1992               | Duitsland     | Team Specialized Concept Store |
| Thomas Reichardt              | 15 november 1992              | Duitsland     | Neo                            |
| Tim Reske                     | 4 april 1994                  | Duitsland     | Neo                            |
| Tim Schlichenmaier            | 16 mei 1991                   | Duitsland     | Neo                            |
| Stagiair                      | Stagiair                      | Nationaliteit | Ploeg 2012                     |
| Erik Bothe (vanaf 1 augustus) | Erik Bothe (vanaf 1 augustus) | Duitsland     | Neo                            |